# Osios Lukas
Osios Lukas (gr. Μονή Οσίου Λουκά) – prawosławny klasztor położony w pobliżu miasta Distomo, w greckiej prefekturze Beocja. Zdobiące go mozaiki zaliczane są do największych arcydzieł średniowiecza.
W 1990 roku został wpisany wraz z klasztorami Dafni i Nea Moni na listę światowego dziedzictwa UNESCO.

## Historia
Klasztor Osios Lukas położony jest na stokach górskiego masywu Helikon. Został założony na początku X wieku przez pustelnika, bł. Łukasza ze Stiri. Jego relikwie do dziś przechowywane są w klasztornej świątyni. Bł. Łukasz, który zmarł 7 lutego 953, przepowiedział podbój Krety przez cesarza Romana. Choć prawdopodobnie miał na myśli panującego wówczas Romana I Lekapena, wyspa została odbita z rąk muzułmanów przez Nicefora Fokasa, który wówczas jeszcze służył cesarzowi Romanowi II. Za jego panowania, w latach 959–963, wzniesiono stojący do dziś kościół Theotokos (Panajia).
Główny kościół klasztorny, katholikon, powstał w 1011 w wyniku rozbudowy wcześniejszego kościoła z 944. Grób bł. Łukasza początkowo mieścił się w krypcie, ale w następnych latach został przeniesiony do łącznika pomiędzy dwoma kościołami. Wierzono, iż relikwie wydzielają myron, wonny olej mający cudowną moc uzdrowicielską. Do klasztoru przybywali pielgrzymi, którzy, licząc na uzdrowienie, spali w pobliżu grobu bł. Łukasza. W czasie panowania tureckiego klasztor był areną zaciekłych walk, których pamiątką są dzieła stojące na dziedzińcu.
W 1990 roku został wpisany wraz z klasztorami Dafni i Nea Moni na listę światowego dziedzictwa UNESCO.

## Theotokos
Kościół Theotokos (Bogurodzicy, czyli Matki Boskiej) jest najstarszą budowlą w kompleksie klasztornym. Powstał wkrótce po śmierci bł. Łukasza. Jest jedynym zachowanym do dziś w niezmienionej formie kościołem kontynentalnej Grecji wzniesionym w X wieku. We wnętrzu uwagę zwracają dwie kolumny korynckie oraz mozaikowa posadzka. Proroctwo bł. Łukasza o odbiciu Krety z rąk muzułmanów jest upamiętnione poprzez wizerunek Jozue na zewnętrznej ścianie świątyni.
W łączniku pomiędzy świątyniami znajduje się obecnie grób bł. Łukasza. Mozaiki wokół grobu przedstawiają samego błogosławionego, a także igumena Filotheosa.

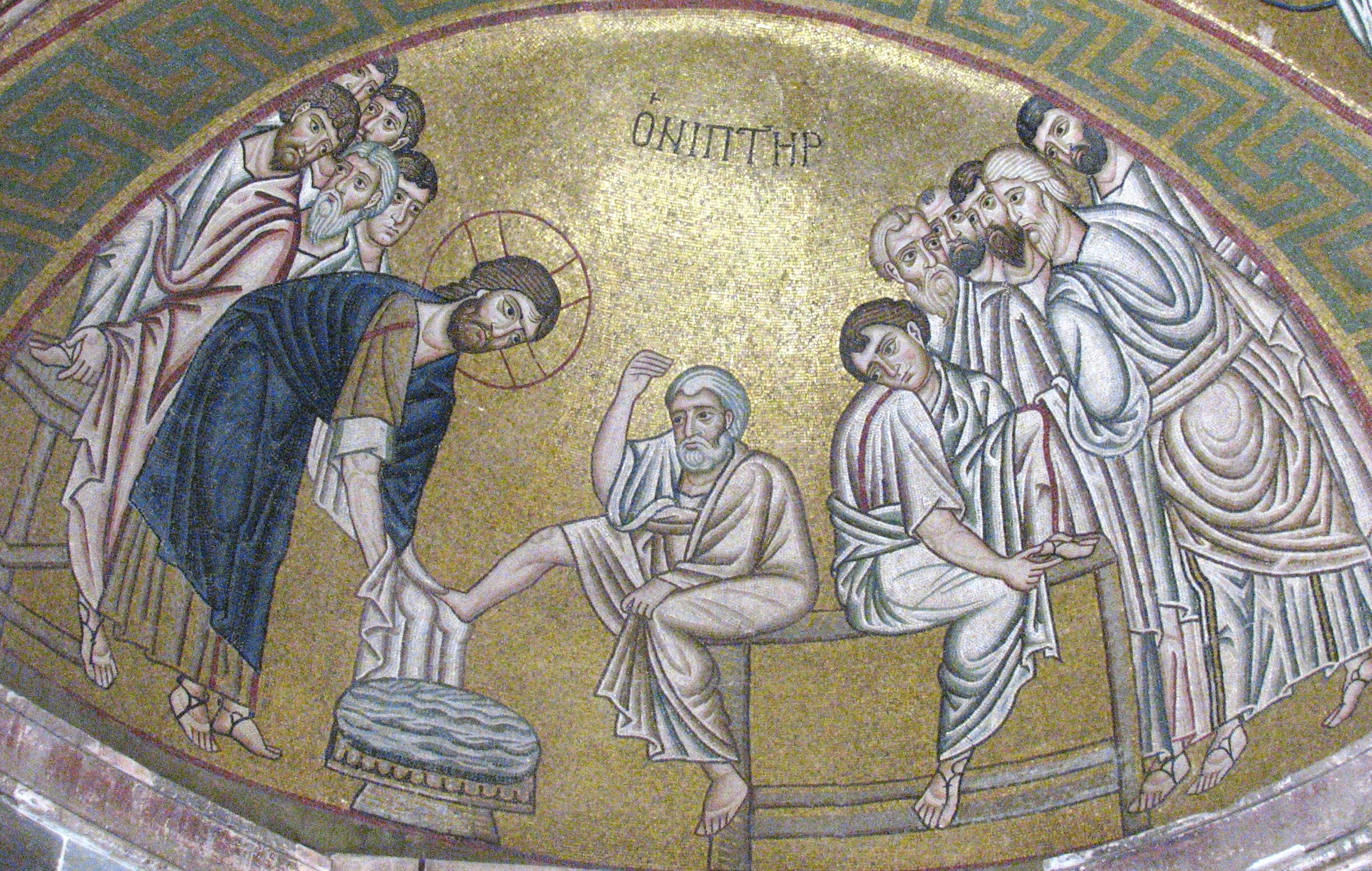
Chrystus obmywający stopy apostołom

## Katholikon
Główny kościół klasztorny poświęcony samemu bł. Łukaszowi został wzniesiony w 1011. Świątynia stworzyła wzorzec kościoła na planie ośmiobocznym, często wykorzystywany w późniejszym czasie na terenie całego Cesarstwa Bizantyjskiego m.in. w Dafni i Mistrze. Mury wykonane z cegły i kamienia wieńczy proporcjonalna kopuła. We wnętrzu, ze ścianami pokrytymi czerwono-szaro-zielonym marmurem kontrastują złociste mozaiki na wysokim sklepieniu.
Oryginalne mozaiki zostały częściowo uszkodzone przez trzęsienie ziemi w 1659. Po kataklizmie niektóre ich fragmenty, w tym mozaiki w kopule przedstawiające Chrystusa Pantokratora, zostały zastąpione freskami. Nie zachowały się także mozaiki przedstawiające archaniołów pierwotnie umieszczone pomiędzy górnymi oknami.
W narteksie zachowały się cenne mozaiki przedstawiające Zmartwychwstanie oraz Niewiernego Tomasza. Dzieło przedstawiające Chrystusa obmywającego stopy apostołom na złotym tle z XI wieku należy do najcenniejszych. Uwagę zwracają twarze apostołów wyrażające najrozmaitsze uczucia, od onieśmielenia po zaskoczenie. Mozaika wzorowana jest na wcześniejszych pracach z VI wieku. Podobną dynamiką odznacza się Chrzest Chrystusa umieszczony wysoko na północno-zachodnim pendentywie środkowej kopuły. Mozaika przedstawia nagiego Chrystusa stojącego pośród skłębionej wody, sięgającego po krzyż. Iluzję głębi uzyskano dzięki kątowi, pod jakim patrzy się na mozaikę, oraz wklęsłości powierzchni. Sceny na pozostałych pendentywach przedstawiają Ofiarowanie Jezusa w Świątyni, z Dzieciątkiem wyciągającym ręce do starca Symeona, oraz Boże Narodzenie, na którym wizerunki radujących się aniołów niemal zupełnie przyćmiewają pasterzy. W apsydzie zachowała się mozaika przedstawiająca Matkę Boską z Dzieciątkiem pochodząca sprzed trzęsienia ziemi.
Oryginalne freski z XI wieku zachowały się jedynie w sklepionych pomieszczeniach narożnych na przecięciu naw. Gra kolorów i odcieni najwyraźniej widoczna jest na malowidle Chrystus zdążający na chrzest.
Krypta katholikónu powstała w X wieku. Jest pozostałością pierwotnego kościoła. Znajduje się tutaj sarkofag, w którym początkowo pochowano szczątki bł. Łukasza. Kryptę zdobią freski, spośród których wyróżnia się malowidło przedstawiające Zdjęcie z krzyża.
W dawnym refektarzu wchodzącym położonym na terenie kompleksu klasztornego znajduje się obecnie muzeum rzeźby bizantyjskiej.